# Reinhard Schult

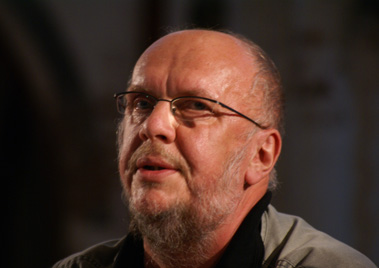
Reinhard Schult (2007)

Reinhard Schult (* 23. September 1951 in Berlin; † 25. September 2021 in oder nahe Bernau bei Berlin) war ein deutscher Bürgerrechtler und Politiker (Neues Forum). Von 1991 bis 1995 gehörte er dem Berliner Abgeordnetenhaus an.

## Leben
„Als Kind war er in die Fluchtpläne seiner Mutter, einer Krankenschwester in Berlin-Kaulsdorf, eingeweiht. Die Ausreise der Familie, die für den 13. August 1961 geplant war, scheiterte am Stacheldrahtzaun.“ Er beteiligte sich in der Jungen Gemeinde. Da Reinhard Schult wegen „mangelnder gesellschaftlicher Tätigkeit“ keine Zulassung zur Erweiterten Oberschule erhalten hatte, wählte er die Ausbildung zum Baufacharbeiter mit Abitur. Danach studierte er einige Monate evangelische Theologie am Sprachenkonvikt Berlin.

### Engagement in Opposition und Widerstand bis zur Revolution 1989 in der DDR
Er verweigerte den Waffendienst in der Nationalen Volksarmee und war von 1976 bis 1978 Bausoldat beim Kommando der Grenztruppen. Ab 1978 engagierte er sich in verschiedenen oppositionellen Gruppen. In einem Interview ging Reinhard Schult auf seine Beziehungen zur Evangelischen Studentengemeinde (ESG) in Ost-Berlin ein, in der er im ESG-Friedenskreis aktiv war: „Da haben wir pazifistische Propaganda für die Bausoldaten gemacht, Texte zum Beispiel von Tucholsky, Kästner, Wolfgang Borchert und die Bausoldatenverordnung im kirchlichen Raum verteilt.“ Die Aktivitäten und Mitglieder des ESG-Friedenskreises wurden von der Staatssicherheit beobachtet, wobei die Überwachung Schults unter der Bezeichnung »Objekt 'Pazifist'« erfolgte. 1979/80 verbüßte er aufgrund von „Verbreitung illegaler Literatur“ eine achtmonatige Freiheitsstrafe.

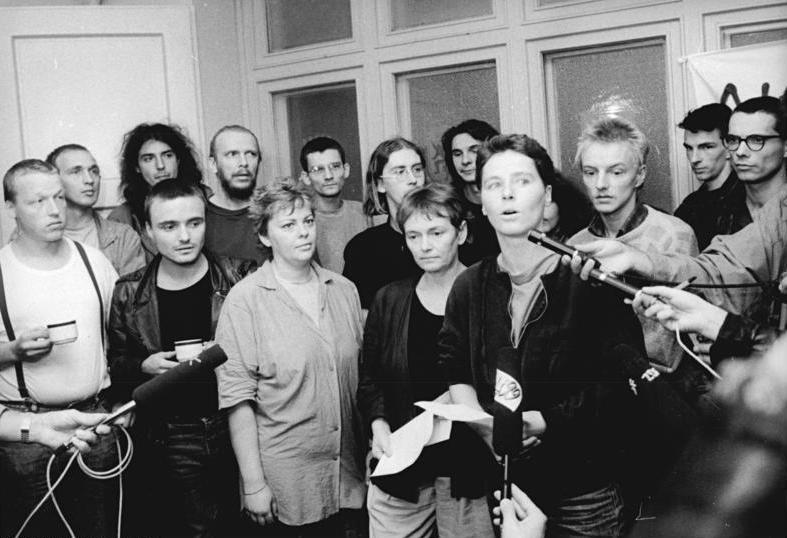
Stasi-Besetzung im September 1990 Hinten, vierter von links: Reinhard Schult. Außerdem: Bärbel Bohley und Ingrid Köppe

In einem Bericht vom 1. Juni 1989 wurde Reinhard Schult vom Ministerium für Staatssicherheit zum „harten Kern“ seiner Gegner gezählt:

„Etwa 600 Personen sind den Führungsgremien zuzuordnen, während den sogen. harten Kern eine relativ kleine Zahl fanatischer, von sogen. Sendungsbewußtsein, persönlichem Geltungsdrang und politischer Profilierungssucht getriebener, vielfach unbelehrbarer Feinde des Sozialismus bildet. Dieser Kategorie zuzuordnen sind ca. 60 Personen, u. a. die Pfarrer Rainer Eppelmann, Wolfram Tschiche und Christoph Wonneberger sowie Gerd und Ulrike Poppe, Bärbel Bohley und Werner Fischer; die Personen Wolfgang Rüddenklau, Schult, Thomas Klein und Heiko Lietz. Sie sind die maßgeblichen Inspiratoren/Organisatoren politischer Untergrundtätigkeit und bestimmen mit ihren Verbindungen im Inland, in das westliche Ausland und zu antisozialistischen Kräften in anderen sozialistischen Staaten die konkreten Inhalte der Feindtätigkeit personeller Zusammenschlüsse und deren überregionalen Aktionsradius.“

Reinhard Schult hat sich in der DDR-Widerstandsbewegung der 1980er Jahre unter anderem im Friedenskreis Friedrichsfelde, in der Gruppe Gegenstimmen und der Kirche von Unten engagiert. Dabei gehörte er zu denjenigen, die eine Zusammenarbeit subversiver Gruppen mit der Ausreise-Bewegung entschieden ablehnten, aber dennoch auf eine revolutionäre Umgestaltung der DDR hinarbeiteten. „Im Herbst 1986 begann der illegale Piratensender Schwarzer Kanal sein Programm auszustrahlen, die Idee dazu stammte von Reinhard Schult. Zusammen mit einer Gruppe von Dissidenten schrieb er systemkritische Texte, die vom Dachboden eines grenznahen Hauses in West-Berlin gesendet wurden. Ein Jahr später organisierte er den Kirchentag von Unten mit und gehörte zu den Initiatoren der Kirche von Unten.“
1989 war er Gründungsmitglied der Bürgerbewegung Neues Forum. Er vertrat diese Bürgerbewegung am Zentralen Runden Tisch. Für den 15. Januar 1990 rief Schult mit dem Neuen Forum zu einer Demonstration vor der Stasi-Zentrale auf, die in eine Besetzung mündete und eine Weiterarbeit der Geheimpolizei auch unter neuem Namen unterband. Von März bis Oktober 1990 war er Abteilungsleiter im Staatlichen Komitee zur Auflösung des Ministeriums für Staatssicherheit.
Im September 1990 besetzte er mit anderen Bürgerrechtlern wie Bärbel Bohley, Wolf Biermann und Katja Havemann erneut die ehemalige Stasi-Zentrale; diesmal um zu erreichen, dass die Stasi-Akten nicht gesperrt, sondern künftig der persönlichen und gesellschaftlichen Aufarbeitung und Erforschung der SED-Diktatur dienen sollten. Diese Absicht wurde mit der Bestellung des Bundesbeauftragten für die Stasi-Unterlagen erreicht.

### Wirken seit der Einheit Deutschlands
Nach der Wiedervereinigung gehörte er von 1991 bis 1995 als Abgeordneter der Gruppe Neues Forum/Bürgerbewegung dem Berliner Abgeordnetenhaus an.
Im November 1990 war Schult in Berlin-Friedrichshain bei der Räumung der Mainzer Straße an den Vermittlungsversuchen zwischen den Besetzern und dem Senat beteiligt.
Er wirkte im Vorstand des Bürgerkomitees „15. Januar“ e. V. mit, das die Aufarbeitungs-Zeitschrift Horch und Guck herausgab.
Er unterstützte 1992 die Gründung der „Ostdeutschen Betriebsräte-Initiative“ gegen die Privatisierungspolitik der Treuhandanstalt und solidarisierte sich 1993 mit dem Hungerstreik der Bischofferoder Kaliarbeiter.
In den Jahren der Regierung Schröder engagierte er sich mit dem Neuen Forum in den Protesten gegen die „Agenda 2010“ und die Hartz-Gesetze. Anlässlich des Kosovokrieges gehörte er 1999 „zu jenen ehemals DDR-Oppositionellen, die in einer öffentlichen Erklärung die Soldaten der Bundeswehr zur Verweigerung des Kriegseinsatzes aufforderten.“
Reinhard Schult arbeitete bis zu seiner Verrentung bei der Landesbeauftragten zur Aufarbeitung der Folgen der kommunistischen Diktatur in Brandenburg und beriet Opfer der SED-Diktatur in Rehabilitationsfragen.
Ab 1995 lebte er in Fredersdorf in der brandenburgischen Uckermark, einige Jahre später zog er mit seiner Partnerin Karin Dörre in die Nähe Prenzlau.  Schult war Mitglied des Bundesvorstandes des Neuen Forums. Er starb im September 2021, zwei Tage nach seinem 70. Geburtstag, nach langer schwerer Krankheit.

## Ehrungen
- 2000 wurde Reinhard Schult von der Deutschen Nationalstiftung für sein Engagement bei der Gründung des Neuen Forum der Deutsche Nationalpreis verliehen.[19]
- 2014 erhielt er das Bundesverdienstkreuz.[20]